# Ispahsalar
Ispahsālār (en persa: اسهسلار) o sipahsālār (en persa: سپهسالار, sepahsalar, 'comandante del ejército'), prestado al árabe como isfahsalār (فهسفهسلار) o iṣbahsalār (بهصبهسلار), fue un título utilizado en gran parte del mundo islámico entre los siglos X al XV para designar a los comandantes militares de mayor rango pero también como un rango genérico de general.

## Oriente islámico y Persia
El título deriva del persa medio spāh-sālār, ya atestiguado en los textos de Pazend del siglo IX. Era el equivalente del antiguo título sasánida de spahbed (en nuevo persa: ispahbadh), que durante la era islámica dejó de ser de uso general y se convirtió en un título real entre ciertas dinastías locales en Tabaristán y Jorasán. Los títulos de ispahsalar y sipahsalar tuvieron preeminencia en el mundo islámico a finales del siglo X, con el ascenso al poder de las dinastías iranias durante el llamado 'Intermezzo iranio'. En su sentido de 'comandante en jefe', el título se usó en paralelo con los títulos árabes usuales de Ḥājib al-Ḥujjāb (حاجب الحجاب), Ḥājib al-Kabīr (حاجب الكبير) o Ṣāhib al-Jaysh (صاحب الجيش).
Entre los búyidas, se dio como signo de conciliación y de particular honor a dos generales turcos rebeldes, Sebüktigin al-Mu'izzi en 971 y, después de su muerte, Alptakin en 974/5. Con la creciente inestabilidad de los estados búyidas hacia el final del siglo, el uso de ispahsalar se degradó, y llegó a significar simplemente 'comandante' o simplemente 'oficial'. En la posterior dinastía saffarí bajo Jalaf ibn Ahmad (reinó entre 963–1002), el título se aplicó al comandante en jefe del ejército, mientras que hajib al-Hujjab era un cargo separado, posiblemente al mando de las tropas esclavas (mamelucos, ghilman). Entre las dinastías túrcicas, los títulos árabes y persas se complementaban con el título turco de sübashi. Los gaznávidas emplearon sipahsalar y sus equivalentes árabes en su sentido original de 'comandante en jefe', pero también para los comandantes de contingentes específicos de su ejército, junto con el uso "simple" de salar (y en árabe, hajib) para generales menos encumbrados. El Imperio selyúcida y el Sultanato de Rum usaron varias variantes del título, como ispahsālār-i Buzurg (اسپهسالار بزرگ) o emir-i Ispahsālār (امیر اسپهسالار), así como una variedad de otros títulos árabes, persas y turcos, tanto en un sentido técnico para el comandante en jefe del ejército como para los gobernadores y comandantes del ejército de regiones importantes, así como en un sentido más general del de 'oficial general'. El título también fue utilizado por los jorezmitas, originalmente vasallos de los selyúcidas, que emplearon una única variante, oīr Isfahsālār (قیر اسفهسالار), para los comandantes de las regiones fronterizas.
Las conquistas mongolas disminuyeron el uso del título, destacando en su lugar los turcos y mongoles, pero se mantuvo en uso generalizado en las regiones aisladas y conservadoras de Gilan y Daylam en la costa del Caspio. En la propia Persia, fue revivido por los safávidas bajo el sah Abbás I (r. 1587–1629), reemplazando el título árabe de amir al-umara que se había usado hasta entonces. Aparentemente, el cargo lo ocupaban los beglerbegi de Azerbaiyán, y rustam Jan era la persona más prominente en ocuparlo. El puesto fue abolido nuevamente en 1664/1677, después de lo cual solo se nombró un comandante en jefe (sardar) en tiempos de guerra. El título reapareció en la forma de sipahsālār-i A'zam (سپهسالار اعظم) bajo la dinastía kayar tardía, siendo mantenido como honorífico por el ministro de la Guerra Mirza Muhammad Jan Qajar en 1858, el ministro de la Guerra reformista (y poco después primer ministro de Irán) Mirza Husayn Jan Qazwini, que también construyó la mezquita Sipahsalar del mismo nombre en Teherán, en 1871, y por el primer ministro Mohammad Vali Jan Tonekaboni en 1910.

## Uso en el Cáucaso y el Máshrek
Los búyidas, y especialmente la influencia selyúcida, condujeron a la expansión de ispahsalar, junto con otros títulos persas, hacia el oeste hacia el Máshrek e incluso a los países cristianos del Cáucaso: en armenio se convirtió en [a]spasalar, y en georgiano amirspasalari, uno de los cuatro grandes ministros de estado del reino georgiano. El título también era de uso común entre las dinastías túrcicas como atabeg de Siria e Irak y más tarde para los ayubíes, tanto para los comandantes militares regionales como también, de forma única, como uno de los títulos personales de los mismos atabegs.
En el Egipto fatimí, el isfahsalar era el comandante en jefe del ejército y corresponsable con el Jefe Chambelán (sahib al-Bab, صاحب الباب o wazīr al-Ṣaghīr, وزير الصغير) para la organización militar. El título sobrevivió entre los mamelucos de Egipto, donde tanto isfahsalar como el nisba "al-Isfahsalārī" (الإسفهسلاري) se usaban comúnmente en la titulatura de los comandantes superiores en el siglo XIII, pero parece haber sido desvalorizado y caído en desuso. Después, todavía está atestiguado hasta 1475 para un comandante en jefe mameluco, pero en este momento el término isbahsalar también se aplicaba generalmente a los guardias del sultán mameluco. Entre los otomanos, se siguió utilizando sipāhsālār (سپاهسالار) pero en un sentido genérico, siendo los términos habituales para comandante en jefe los de serdār (سردار) y serasker (سرعسكر).

## India musulmana
Desde los gaznávidas, el título también pasó a la dinastía gúrida, gobernantes de Afganistán y el norte de la India. Bajo los gúridas, isfahsalar significaba el comandante en jefe, pero en el siglo XIII denotaba un oficial al mando de 100 caballeros, y bajo los tughluks decayó hasta significar el comandante de diez hombres. Además de este significado técnico, el término continuó usándose en los estados musulmanes de la India en los siglos XIV-XV como un término genérico para 'oficial general', por ejemplo, bajo la dinastía Lodi, o como 'comandante en jefe', por ejemplo en el sultanato de Bengala o en los sultanatos del Decán. Bajo los mogoles, era un título que a veces se le daba al janjanan ('Jan de Janes'), el comandante en jefe mogol, especialmente cuando comandaba al ejército en lugar del emperador mogol.